# Cmentarz mariawicki w Żeliszewie
Cmentarz mariawicki w Żeliszewie – założony na początku XX wieku, cmentarz Kościoła Starokatolickiego Mariawitów położony w Żeliszewie Dużym, na terenie parafii mariawickiej w Żeliszewie Dużym.
Mariawityzm dotarł do Żeliszewa 15 lutego 1906. W 1907 mariawici wznieśli własny kościół, a niedługo potem zorganizowali własny cmentarz grzebalny. Na cmentarzu spoczywają ofiary zbrodni hitlerowskiej z maja 1944 r., jaką popełniono na mieszkańcach Żeliszewa i Rososzy.